# Pseudacidalia flavitincta
Pseudacidalia flavitincta là một loài bướm đêm trong họ Noctuidae.